# ألبرت فرنك
ألبرت فرنك (بالهولندية: Albert Franck)‏ هو رسام هولندي، ولد في 2 أبريل 1899 في ميديلبورخ في هولندا، وتوفي في 28 فبراير 1973.